# Сохань, Павел Степанович
Па́вел Степа́нович Со́хань (укр. Павло Степанович Сохань; 18 ноября 1926, село Новоивановка, Сумская область — 14 июня 2013, Киев) — советский и украинский историк, археограф, член-корреспондент НАНУ, директор Института украинской археографии и источниковедения им. М. Грушевского НАНУ.

## Биография
В 1940 г. поступил в Белопольский педагогический техникум. С 1943 по 1951 гг. служил в Советской армии, в основном на Дальнем Востоке, а также участвовал в войне с Японией. Дослужился до старшины роты, получил орден Отечественной войны и ещё 13 медалей. Являлся с 1947 г. членом КПСС.
В 1953 г. окончил исторический факультет Харьковский педагогический институт. С 1956 г. начал работать в качестве преподавателя в высших учебных заведениях города Харькова. В 1963 г. была завершена аспирантура в Институте истории Академии наук УССР. В том же году под руководством Ф. П. Шевченко защитил кандидатскую диссертацию под названием «Пламенный революционер: Жизнь и революционная деятельность Георгия Димитрова».
С 1963 г. работал в Институте истории Академии наук УССР, в период 1974—1991 гг. там же занимал должность заместителя директора по научной работе, помимо этого ещё в 1988-1991 гг. был заведующим отделения истории международных связей Украины. В том же институте в 1973 г. защитил докторскую диссертацию по теме «Экономическое, научно-техническое и культурное сотрудничество СССР и НРБ, и участие в нём Украинской ССР: 1944—1970 гг.». В 1981 г. стал профессором, а в 1985 г. член-корреспондентом Академии наук УССР.
С 1987 г. был председателем Археографической комиссии Академии наук УССР. С 1991 г. и до самой смерти занимал должность директора Института украинской археографии и источниковедения имени М. Грушевского Академии наук Украины (после него исполняющим обязанности директора является Г. В. Папакин). Также был с 1992 г. главным редактором «Украинского археографического ежегодника». С 1995 г. являлся действительным членом Научного товарищества имени Шевченка во Львове. С 1997 г. академик Международного славяноведения Академии наук. В том же году получил звание Заслуженного деятеля науки и техники Украины.
Основными научными интересами была история международных отношений Украины, революционных событий в Болгарии, занимался личностью болгарского революционера Георгия Дмитрова. А также немало приложил к развитию археографических исследований на Украине.

## Семья
- Отец: Степан Иванович.
- Мать: Александра Васильевна.
- Сестра: Зоя Степановна.
- Жена: философ и социолог Лидия Васильевна Сохань (1924—2022).
- Сыновья: Владимир и Игорь.

## Награды
- Орден Отечественной войны
- Орден Кирилла и Мефодия 1 степени (1973)
- Лауреат премии Президии АН УССР им. Д. Мануильского (1976)
- Государственная премия УССР в области науки и техники (1980)
- Орден Знак почёта (1986)
- Премия НАН Украины им. М. Грушевского (1993)
- Орден Ярослава Мудрого 5 степени (2006)
- 5 болгарских медалей
- Медаль НАН Украины «За научные достижения» (2011)
- другие иностранные награды

## Основные работы

### Книги
- Сохань П. С. Вогонь вічної дружби. — К.: Політвидав України, 1966. — 113 с.
- Сохань П. С. Георгій Димитров і Україна. — К.: Політвидав України, 1982. — 106 с.
- Сохань П. С. Народная Республика Болгария в содружестве стран социализма. — К.: Наукова думка, 1984. — 288 с.
- Сохань П. С. Очерки истории украинско-болгарских связей. — К.: Наукова думка, 1976. — 291 с.
- Сохань П. С. Пламенный революционер: Жизнь и революционная деятельность Георгия Димитрова. — К.: Академия наук УССР, 1962. — 214 с. (2-е изд. — К.: Наукова думка, 1969. — 256 с.)
- Сохань П. С. Социалистический интернационализм в действии: Украинская ССР в советско-болгарском экономическом, научно-техническом и культурном сотрудничестве 1945—1965 гг. — К.: Наукова думка, 1969. — 328 с.
- Сохань П. С., Даниленко В. М. Украинская ССР в научно-техническом сотрудничестве стран социализма, 1945—1970. — К.: Наукова думка, 1988. — 245 с.
- Сохань П. С., Ульяновський В. І., Кіржаєв С. М. М. С. Грушевський і Academia. — К.: Інститут української археографії, 1993. — 318 с.

### Статьи
- Дихан М. Д., Сохань П. С. Г. Дмитров і болгарська політична еміграція в Одесі (1923—1929 рр.) // Український історичний журнал. — 1983. — № 6. — C. 51—57.
- Петров М., Сохань П. О. Видатний болгарський історик Becaлин Xaджиніколов // Український історичний журнал. — 1977. — № 7. — C. 93—97.
- Потульницький В., Сохань П. Вчений-енциклопедист української та світової історичної науки // Східний світ. — 1999. — № 1-2. — C. 20—29.
- Сохань Л. В., Сохань П. С. Распространение произведений Маркса, Энгельса, Ленина на Харьковщине в 1905—1917 гг. // История СССР. — 1959. — № 2. — С. 145—150.
- Сохань П. С. Болгарська коммуністична партія і Комінтерн: (До 50-річчя БКП) // Український історичний журнал. — 1969. — № 5. — C. 58—67.
- Сохань П. С. Віхи дружби і братерства. (З історії радянсько-болгарських зв’язків, дружби і співробітництва) // Український історичний журнал. — 1981. — № 9. — C. 17—24.
- Сохань П. С. Вплив взаємодії внутрішніх і зовнішніх факторів на соціалістичний розвиток Болгарії // Український історичний журнал. — 1984. — № 9. — C. 94—102.
- Сохань П. С. Георгій Димитров і становлення радянсько-болгарського співробітництва // Український історичний журнал. — 1972. — № 6. — C. 70—77.
- Сохань П. С. Георгій Димитров і Україна // Український історичний журнал. — 1963. — № 4. — C. 45—50.
- Сохань П. С. Георгій Дмитров про міжнародне значення ленінізму і досвіду соціалістичного будівництва в СРСР // Український історичний журнал. — 1982. — № 6. — C. 39—48.
- Сохань П. С. Киев в духовном общении славянских народов (традиции и современность) // IX международный съезд славистов. История, культура, фольклор и этнография славянских народов. — К.: Наука, 1983. — С. 28-50.
- Сохань П. С. Конференція істориків у Софії // Український історичний журнал. — 1972. — № 9. — C. 148—150.
- Сохань П. С. Ленінізм і деякі питання Інтернаціоналізму // Український історичний журнал. — 1970. — № 3. — C. 3—13.
- Сохань П. С. Про перебування Г. М. Димитрова в Одесі у 1926 p. // Український історичний журнал. — 1964. — № 1. — C. 85—87.
- Сохань П. С. Революційні болгарсько-російські зв’язки (1907—1914 рр.) // Український історичний журнал. — 1962. — № 5. — C. 68—73.
- Сохань П. С. Розвиток історико-славістичних досліджень на Україні // Український історичний журнал. — 1983. — № 8. — C. 56—72.
- Сохань П. С. Розробка В. І. Леніним тактики єдності революційних і демократичних сил у дожовтневий період // Український історичний журнал. — 1966. — № 5. — C. 3—14.
- Сохань П. С. Советская болгаристика на Украине // Советская болгаристика. Итоги и перспективы. Материалы конференции, посвященной 1300-летию Болгарского государства. — М.: Наука, 1983. — С. 112—119.
- Сохань П. С. Співдружність країн соціалізму і закономірності її розвитку на сучасному етапі // Український історичний журнал. — 1976. — № 2. — C. 61—69.
- Сохань П. С. Сторінка братерської дружби (болгарські політемігранти в СРСР). (1926 р.) // Український історичний журнал. — 1966. — № 2. — C. 110—111.
- Сохань П. С., Жук В. Н. Участь народних мас України у визволенні Болгарії // Український історичний журнал. — 1978. — № 2. — C. 66—75.
- Сохань П. С., Чернявський Г. Й. Вересневе повстання 1923 р. у Болгарії та відгуки на нього громадськості Радянської України // Український історичний журнал. — 1983. — № 9. — C. 115—125.
- Сохань П. С., Чернявський Г. Й. Документи ЦДАЖР УРСР про революційний рух у Болгарії та радянсько-болгарські зв’язки 20-30-х pp. // Український історичний журнал. — 1969. — № 1. — C. 136—142.